# Vandenboschia boschiana
Vandenboschia boschiana är en hinnbräkenväxtart som först beskrevs av J. W. Sturm och Roelof Benjamin van den Bosch, och fick sitt nu gällande namn av Ebihara och K. Iwats. Vandenboschia boschiana ingår i släktet Vandenboschia och familjen Hymenophyllaceae. Inga underarter finns listade.